# Andreas Eichler (Mathematiker)
Andreas Eichler (* 1968) ist ein deutscher Mathematikdidaktiker und Professor für Didaktik der Mathematik.

## Leben und Werk
Eichler studierte nach dem Abitur 1988 in Rotenburg (Wümme) von 1990 bis 1997 an der TU Braunschweig Mathematik und Geschichte. Er legte 1997 das 1. Staatsexamen für das Lehramt ab und absolvierte danach das Referendariat am Staatlichen Studienseminar Salzgitter. Nach dem 2. Staatsexamen unterrichtete er von 1999 bis 2001 an der CJD Jugenddorf-Christophorusschule Braunschweig und war von 2000 bis 2005 wissenschaftlicher Mitarbeiter am Institut für Didaktik der Mathematik an der TU Braunschweig. 2004 promovierte er bei Uwe-Peter Tietze mit der Dissertation: Individuelle Stochastikcurricula von Lehrerinnen und Lehrern, die auf Interviews mit acht niedersächsischen Gymnasiallehrerinnen zum Stochastikunterricht basierte. 2005 übernahm er eine Vertretungsprofessur am Institut für Mathematik und Informatik und ihre Didaktiken an der Universität Bielefeld. Von 2006 bis 2009 war er Professor für Didaktik der Mathematik an der Westfälischen Wilhelms-Universität Münster. Er folgte 2009 dem Ruf auf eine Professur an der PH Freiburg und 2014 an der Universität Kassel.
Er ist ständiger Mitherausgeber der mathematikdidaktischen Zeitschriften mathematica didactica und Stochastik in der Schule.